# Ludvík Lošťák
Ludvík Lošťák (21. března 1862 Nové Mitrovice – 17. října 1918 Praha) byl český básník, hudební skladatel a publicista.

## Život
Studoval na varhanické škole v Praze. Byl spolužákem Josefa Bohuslava Foerstra. V roce 1887 se vydal do Londýna. Po třech letech se vrátil a stal se učitelem angličtiny. Vydal i učebnici angličtiny.
Pod patronací hudební komise Sokola vytvořil skupinu nespokojených hudebníků a vydal manifest Otevřený list mladé hudební generaci v Čechách a na Moravě, který otiskl časopis Dalibor (18, 1896, s. 193–194) a který vyzýval k hudební reformě. Ukázalo se však, že šlo o prázdné gesto, které nikdo z jeho autorů nedokázal přetvořit v životaschopné umělecké dílo.
Komponoval klavírní i orchestrální skladby a jeho operu Selská bouře uvedlo i Národní divadlo. Svým dílem chtěl navázat na Antonína Dvořáka, ale chyběla mu hudební invence a jeho hudba neměla velký úspěch. Dále se proto věnoval více literární činnosti a činnosti kritické a polemické. Zvláště se stal známým pro své ostré polemiky a vysloužil si označení „enfant terrible“ české hudby a kultury zlomu 19. a 20. století.
Zemřel při epidemii španělské chřipky v roce 1918 a je pohřben na Olšanských hřbitovech v Praze.

## Dílo

### Orchestrální skladby
- Předehra k Šubrtově hře Probuzenci (1886)
- Předehra Es-dur
- Předehra B-dur
- Píseň vítězná (1896)
- Národní dumy (1897),
- Rapsodie

### Opery
- Selská bouře (podle divadelní hry Františka Adolfa Šuberta Jan Výrava, libreto Jaroslav Kvapil, 1897)
- Furianti (podle Našich furiantů Ladislava Stroupežnického, libreto Adolf Wenig, 1902, přepracováno 1904)

### Literární dílo
- Básně (1891)
- Tři noci u mrtvoly (1894)
- Píseň nadšená (1895)
- Požáry krve (1911)
- Chromatické hromobití (soubor článků a statí: Otakar Hostinský, Zdeněk Fibich, Antonín Dvořák, Vilém Blodek, Karel Šebor, Karel Kovařovic, Václav Vladimír Zelený, Emanuel Chvála, Otevřený list K. Knittlovi, Morava, Jak se u nás vraždí, 1903)
- Píseň bohatýrská, báseň ironická (1904)
- Nápěvy v mol (1905)
- A tak jsem žil (1909)
- Ranní soumrak (1911)
- Gustav Jor (dramatická báseň o pěti jednáních, 1917)
- Ve vlasti tichošlápků: prosy satirické (1918)
- Demokracie vítězná (dramatická báseň o pěti jednáních, 1918)
- English (Praktická mluvnice jazyka anglického) B. Kočí, 1920